# Могучий Партизан
Могучий Партизан (бел. Магу́чы Партыза́н, также встречается название Могучий — бел. Магу́чы) — бывший посёлок в составе Новобыховского сельсовета Быховского района Могилёвской области Белоруссии.
До 11 апреля 1960 года посёлок входил в состав Лудчицкого сельсовета.
7 марта 1975 года посёлок был упразднён Решением исполнительного комитета Могилёвского областного Совета депутатов трудящихся.